# کنت فان روی
کنت فان روی (انگلیسی: Kenneth Van Rooy؛ زادهٔ ۸ اکتبر ۱۹۹۳ ‏(۳۱ سال)) دوچرخه‌سوار اهل بلژیک است.
از باشگاه‌هایی که در آن بازی کرده‌است می‌توان به تیم لوتو–سودال و اسپورت فلاندر-بالوزه اشاره کرد.